# Flesh & Blood (Poison)
Flesh & Blood is het derde studioalbum van de Amerikaanse glam metalband Poison.
De opname werd uitgebracht op 21 juni 1980 onder het Enigmalabel van Capitol Records. Het bevatte de hits "Unskinny Bop", "Something to Believe In", "Ride the Wind", "Life Goes On" en "(Flesh & Blood) Sacrifice".

## Productie en marketing
Het album werd opgenomen in de Little Mountain Studios in het Canadese Vancouver met de Canadese producer Bruce Fairbairn.
De hoes van het album toont het Poisonlogo en de titel van het album als een tatoeage op Rikki Rocketts arm. Oorspronkelijk was het idee dat de afbeelding zou gebruikt worden waarbij de tatoeage net gezet was, waardoor de huid rood en verbrand was. Deze hoes werd echter geweigerd en vervangen door een exemplaar waarop de rode huid niet te zien was. De originele cover werd nog gebruikt voor de eerste uitgave in Japan, maar werd verwijderd van alle daaropvolgende drukken (ook die in Japan). De marketing duidde het einde aan van de extreemste elementen in het "glam"-imago van de band, waaronder de overdreven make-up en het meisjesachtig haar.

## Thema's en nummers
Delen van de opname toonden een donkere, serieuzere kant van de band, thema's aanhalend zoals (het doormaken van) harde tijden ("Valley of Lost Souls", "Life Loves a Tragedy" en "Come Hell or High Water"), het gemis van geliefden ("Life Goes On"), langetermijnrelaties ("Don't Give Up an Inch" en "Ball and Chain"), en desillusie ("Something to Believe In"). De lossere kant van de band bleef intact in nummers over sekshandel ("(Flesh & Blood) Sacrifice" en "Unskinny Bop"), het vrolijk worden van muziek en motoren ("Let It Play" en "Ride the Wind"), en armoede ("Poor Boy Blues").
De eigenlijke betekenis van "Unskinny Bop", een van de meest populaire nummers van de band, is altijd in duisterheid verhuld geweest. Gitarist C.C. DeVille gaf later toe dat de frase "unskinny bop" geen bijzondere betekenis had. Hij had het gecreëerd als een tijdelijke maat tijdens het schrijven van het lied, voor zanger Bret Michaels aan de tekst gewerkt had. Het werd gebruikt omdat het fonetisch bij de muziek paste. Het lied werd later voor de producer gespeeld, die verklaarde dat, hoewel hij niet wist wat een "unskinny bop" was, hij het begrip perfect vond.

## Lijst van nummers
1. "Strange Days of Uncle Jack" - 1:40
2. "Valley of Lost Souls" - 3:58
3. "(Flesh & Blood) Sacrifice" - 4:40
4. "Swampjuice (Soul-O)" - 1:25
5. "Unskinny Bop" - 3:48
6. "Let It Play" - 4:21
7. "Life Goes On" - 4:47
8. "Come Hell or High Water" - 5:02
9. "Ride the Wind" - 3:51
10. "Don't Give up an Inch" - 3:43
11. "Something to Believe In" - 5:28
12. "Ball and Chain" - 4:23
13. "Life Loves a Tragedy" - 5:14
14. "Poor Boy Blues" - 5:19

Bonusnummers op de remaster n.a.v. de 20ste verjaardag:
15. "Something to Believe In" (akoestisch, met andere tekst) - 6:00
16. "God Save The Queen" (instrumentaal) - 2:48